# Pseudocercosporella ipomoeae
Pseudocercosporella ipomoeae är en svampart som beskrevs av Sawada ex Deighton 1973. Pseudocercosporella ipomoeae ingår i släktet Pseudocercosporella och familjen Mycosphaerellaceae.   Inga underarter finns listade i Catalogue of Life.